# 217576 Klausbirkner
217576 Klausbirkner este un asteroid din centura principală de asteroizi.

## Descriere
217576 Klausbirkner este un asteroid din centura principală de asteroizi. A fost descoperit pe 29 decembrie 2007 la Mulheim-Ruhr de A. Martin și A. Boeker. Asteroidul prezintă o orbită caracterizată de o semiaxă mare de 3,02 ua, o excentricitate de 0,24 și o înclinație de 5,6° în raport cu ecliptica.